# Eugenia tonii
Eugenia tonii är en myrtenväxtart som beskrevs av Cyrus Longworth Lundell. Eugenia tonii ingår i släktet Eugenia och familjen myrtenväxter. Inga underarter finns listade i Catalogue of Life.